# サン・マウロ・カステルヴェルデ
サン・マウロ・カステルヴェルデ（イタリア語: San Mauro Castelverde, シチリア語: Santu Màuru）は、イタリア共和国シチリア自治州パレルモ県にある、人口約1,500人の基礎自治体（コムーネ）。

## 地理

### 位置・広がり
パレルモ県東部のコムーネ。チェファルーから南東へ20km、州都・県都パレルモから東南東へ76kmの距離にある。

#### 隣接コムーネ
隣接するコムーネは以下の通り。括弧内のMEはメッシーナ県所属を示す。
- カステル・ディ・ルーチョ (ME)
- カステルブオーノ
- ジェラーチ・シークロ
- ペッティネーオ (ME)
- ポッリナ
- トゥーザ (ME)

## 行政

### 分離集落
サン・マウロ・カステルヴェルデには、以下の分離集落（フラツィオーネ）がある。
- Borrello Alto, Borrello Basso, Botindari, Colle Chiesa Santa Maria

## 姉妹都市
- キルメス - アルゼンチン
- ラッシュ - アイルランド